# Бобров, Дмитрий Викторович
Дми́трий Ви́кторович Бобро́в — российский оперный певец (тенор), солист Московского театра «Новая Опера» им. Е. В. Колобова.

## Биография
Родился 14 ноября 1975 года в пос. Малаховка Московской области.
В 1998 закончил Московский музыкально-педагогический колледж им. Ипполитова-Иванова по специальности дирижёр хора.
С 1999 г. по 2006 г. учился в Московской государственной консерватории им. Чайковского по специальности «Сольное пение» (Проф.: Ю. М. Статник, Е. Г. Кибкало, А. П. Мартынов).
В 2002 году дебютировал на оперной сцене в партии Графа Альмавивы в опере Моцарта «Свадьба Фигаро» в Большом зале Московской консерватории.
В 2003 году принимал участие в передаче «Золотой соловей» на телеканале «НТВ», где исполнил арию Мистера Х из оперетты И.Кальмана «Принцесса цирка».
В октябре 2004 прошёл курс — мастер-класс Майкла Пола (Michael Paul).
В 2005 исполнил партию баритона в симфонической кантате Карла Орфа «Кармина Бурана» (Ярославль), партии Лесника и Ловчего в «Русалке» Дворжака и Лоре в «Орлеанской деве» Чайковского с Государственной капеллой под руководством Валерия Полянского (Большой Зал Московской государственной консерватории им. П. И. Чайковского).
В июле 2005 года исполнил главную партию в опере Яначека «Похождения лисички плутовки» на фестивале OPUS (Франция).
В течение ноября месяца проходил стажировку в США в Мастерской маэстро Майкла Пола.
С октября 2005 по июль 2010 — солист оперы Пермского академического театра оперы и балета им. П. И. Чайковского.
С августа по ноябрь 2010 — солист Московского Камерного театра им. Б.Покровского.
С ноября 2010 — солист Московского театра «Новая Опера» им. Е.Колобова

## Достижения
В 2004 году стал лауреатом фестиваля «Фестос» (Москва).
В 2008 году «За глубину драматического исполнения роли Орфея в спектакле „Орфей“ К.Монтеверди» был награждён «Благодарностью» Министра культуры и массовых коммуникаций Пермского края и был назван «открытием сезона».
Федеральная еженедельная газета «Культура» в очередном выпуске решила подвести итоги ушедшего театрального сезона (2008—2009 г.). Для этого редакция обратилась к 25-ти обозревателям центральных изданий и ведущим независимым музыкальным и балетным критикам с просьбой заполнить шесть пунктов анкеты, назвав событие сезона, антисобытие сезона, тенденцию сезона, дебют сезона, театр сезона и, наконец, персону сезона. По мнению критика Марины Нестьевой главным дебютом ушедшего сезона стал «Дмитрий Бобров, исполнивший роль Орфея в пермском спектакле».
Лауреат Пермского краевого фестиваля театрального искусства «Волшебная кулиса-2009» (лучшая мужская роль — Иуда, «Христос»).
Дипломант Российской Национальной театральной премии «Золотая Маска» (2009)

## Репертуар
- Партия баритона «Кармина Бурана» Карла Орфа (2005)
- Евгений Онегин «Евгений Онегин» П.Чайковского (2005)
- Князь Елецкий «Пиковая дама» П.Чайковского (2006)
- Лионель «Орлеанская дева» П.Чайковского (2006)
- Роберт «Иоланта» П.Чайковского (2007)
- Мизгирь «Снегурочка» Н.Римского-Корсакова (2007)
- Фигаро «Севильский Цирюльник» Дж. Россини (2010)[3]
- Сильвио «Паяцы» Р.Леонкавалло (2007)
- Орфей «Орфей» К.Монтеверди (2007)
- Жермон «Травиата» Дж. Верди (2008)
- Марк Антоний «Клеопатра» Ж.Массне (2008)
- Яго «Отелло» Дж. Верди (2009)
- Иуда «Христос» А.Рубинштейна (2008)[2]
- Егерь, Ловчий «Русалка» А.Дворжака (2006)
- Фонарщик «Снежная королева» С. Баневича (2006)
- Лесник «Похождения лисички-плутовки» Л. Яначека (2005)
- Балда «Ай да, Балда!» Б.Кравченко (2008)
- Июль,Глашатай «Двенадцать месяцев» С.Баневича (2009)
- Коля-фельдшер, Кильдигс «Один день Ивана Денисовича» А.Чайковского (2009)
- Мистер Икс «Принцесса цирка» И.Кальмана (2009)
- Ковалев «Нос» Д.Шостаковича (2010)
- Принц Лимон «Чипполино» Т.Камышевой (2010)